# Stargard (stad)
Stargard (Duits: Stargard in Pommern) is een Poolse stad met 69.633 inwoners (2010), gelegen aan de Ina in het woiwodschap West-Pommeren, 36 km ten oosten van Szczecin.
Stargard (van 1950 tot 2015 Stargard Szczeciński, ter onderscheiding van het bij Gdańsk gelegen Starogard Gdański) kreeg in 1243 stadsrechten en trad in 1361 toe tot het Hanzeverbond. Toen concurrent Stettin in 1648 Zweeds werd, was Stargard de voornaamste stad van het resterende Achter-Pommeren, dat Brandenburgs en later Pruisisch werd.
Ondanks belangrijke oorlogsschade is veel van het historische Stargard bewaard gebleven of gerestaureerd. Van de ommuring is ruim de helft nog intact, inclusief bastions en stadspoorten, waaronder het Rode-Zeebastion (Baszta Morze Czerwone, 1513, voorheen Rotes Meerturm), waarvan de naamsherkomst onduidelijk is en de watertoren (voorheen Wassertor), de Brama Młyńska (voorheen Mühlentor), waarmee de haven kon worden afgesloten. Aan de rynek (Ring), het marktplein, staat de hoofdkerk, de Kościoł Mariacki, voorheen de lutherse Marienkirche, een grote hallenkerk in baksteengotiek met een 84 m hoge noordtoren. Deze kerk wordt tot de belangrijkste van Pommeren gerekend. Ook het renaissancestadhuis en de waag bevinden zich aan dit plein. De tweede, eveneens gotische kerk Kościoł św. Jana, voorheen de lutherse Johanniskirche, beschikt over een nog hogere toren van 99 m.
Tot 1998 was er een paar kilometer ten zuidoosten van Stargard (15° 7' OL, 53° 18' NB) een radiozendstation voor de middengolf met een vermogen van 300 kW dat gebruikt werd voor uitzendingen van de Poolse wereldomroep op 1503 kHz. De beide antennemasten zijn inmiddels afgebroken.
Stargard ligt precies op 15° oosterlengte, de centrale meridiaan van de Midden-Europese Tijd, die gemarkeerd wordt door een meridiaansteen.

## Geschiedenis
Een aantal plaatsen in het huidige noorden van Duitsland en Polen heten Stargard wat in het Slavisch "oude stad" of "oude burcht"betekent. Deze burcht en nederzetting, omgeven door een aarden omwalling, bestond al in de achtste eeuw. In 1229 werd de stad van stenen weermuren voorzien. De stad trok door kooplieden en handwerkers uit het noorden van Duitsland aan. De stad kreeg stadsrechten en werd deel van de Hanze. De concurrentie met Stettin leidde tot belegeringen, die de hertogen van Pommeren niet in de hand konden houden, hoewel zij hun gezag nog probeerden te versterken door hun residentie in de stad te vestigen.
Met de reformatie in 1524 gezet werd het een luthers-protestantse stad. Na de Dertigjarige Oorlog in 1648 werd Stargard met Achter-Pommeren deel van Brandenburg. In 1657 lag de stad in de frontlinie van de Pools-Zweedse oorlog, waar de stad zwaar onder heeft geleden. Ondanks alle verwoestingen is de middeleeuwse bloei nog af te lezen aan de rijke gotische architectuur van de Mariakerk, het stadhuis, de waag en enkele stadspoorten en woningen. 
De vestiging van joden en Franse hugenoten bracht na 1685 nieuwe bloei met zich mee. Door de aansluiting op het Pruisische spoorwegnet met de Stargard-Posener Eisenbahn in 1848 kwam er industriële ontwikkeling. Van 6.000 inwoners aan het einde van de 18de eeuw groeide de stad naar 24.000 in 1870. Ook kwam er een gerechtshof en hoger onderwijs. Stargard had de relatief grootste Joodse gemeente van Pommeren. Door de jodenvervolging in Nazi-Duitsland waren er bij het begin van de Tweede Wereldoorlog in 1939 nog maar 79 van de ooit honderden Joden over. 
Begin maart 1945 verwoestte het Sovjet van de Sovjet-Unie driekwart van de binnenstad. De meeste inwoners vluchtten over de nabijgelegen Oder en de rest werd gedeporteerd. Nieuwe inwoners kwamen uit de door de Sovjet-Unie geannexeerde provincies in oostelijk Polen. De bevolking groeide tot bijna 70.000 inwoners.

## Geboren in Stargard
- David Willmann (1550–1591), luthers theoloog en hoogleraar aan de Universiteit Greifswald
- Ehrenreich Boguslaw von Creutz (rond 1670–1733), Pruisisch minister en koninklijk kabinetssecretaris
- Bogislaw Bodo von Flemming (1671–1732), Pruisisch generaal
- Joel Asch (1745–1810), talmoedgeleerde en rabbijn
- Peter Johann Hecker (1747–1835), rector van de Universiteit Rostock
- Karl August Ferdinand von Borcke (1776–1830), Pruisisch generaal
- Adolf Lesser (1851–1926), hoogleraar medicijnen aan de Universiteit Breslau
- Wilhelm Lucas von Cranach (1861-1918), schilder, etser en sieradenontwerper
- Oscar Levy (1867–1946), arts en Nietzschekenner, vluchtte in 1938 naar Engeland
- Werner von Blomberg (1878–1946), generaal-veldmaarschalk in de Reichswehr en minister van oorlog
- Wilhelm Ladendorf (1898–1974), SPD-afgevaardigde in de Bondsdag te Berlijn
- Hans-Joachim von Merkatz (1905–1982), CDU-minister in de Bondsdag te Berlijn
- Else Merke (1920–2005), lid van de Staatsraad van de DDR
- Claus Biederstaedt (1928-2020), acteur
- Werner Lange (1929–2014), generaal in de Bundeswehr
- Arkadiusz Bąk (* 1974), Pools voetballer
- Anna Nowakowska (* 1980), Pools volleybalspeelster

## Partnersteden
- Elmshorn (Duitsland), sinds 1993
- Saldus (Letland)
- Slagelse (Denemarken)
- Stralsund (Duitsland)
- Wijchen (Nederland)

Andere hanzen: Vlaamse Hanze van Londen · Hanze der XVII steden
Stadsdistricten: Szczecin · Koszalin · Świnoujście

Districten:
Białogard · Choszczno · Drawsko Pomorskie · Goleniów · Gryfice · Gryfino · Kamień · Kołobrzeg · Koszalin · Łobez · Myślibórz · Police · Pyrzyce · Sławno · Stargard · Szczecinek · Świdwin · Wałcz

Grootste steden:
Białogard · Goleniów · Gryfino · Kołobrzeg · Koszalin · Police · Stargard · Świnoujście · Szczecin · Szczecinek · Wałcz